# Prosopofrontina angustifrons
Prosopofrontina angustifrons är en tvåvingeart som först beskrevs av Townsend 1928.  Prosopofrontina angustifrons ingår i släktet Prosopofrontina och familjen parasitflugor. Inga underarter finns listade i Catalogue of Life.